# جوزف دی. بدل
جوزف دورست بدل سنیور (Joseph Dorsett Bedle, Sr.) (زادهٔ ۵ ژانویه ۱۸۳۱ – ۲۱ اکتبر ۱۸۹۴)، وکیل، حقوقدان و سیاستمدار عضو حزب دموکرات آمریکایی بوده که بین سال‌های ۱۸۷۵ تا ۱۸۷۸ به عنوان بیست و سومین فرماندار نیوجرسی خدمت کرده است.

## اوایل زندگی
جوزف دورست بدل در ۵ ژانویه ۱۸۳۱، در ماتاوان، نیوجرسی چشم به جهان گشود. پدرش توماس و مادرش هانا (نام خانوادگی قبل از ازدواجش دورست بود) بدل بودند. توماس بدل بازرگان، قاضی صلح و قاضی دادگاه عرایض عامهٔ مونموث کانتی بود. جوزف بدل از طرف مادرش با گرت دی. وال که سناتور سابق ایالات متحده آمریکا بود، رابطهٔ خویشاوندی داشت.
بدل در یک آکادمی محلی تحصیل کرده ولی به سبب بدن نحیفش در کالج شرکت نکرد و به جای آن در یک فروشگاه عمومی مشغول به کار شد. او علاقه و اشتیاق شدیدی به تحصیل در رشتهٔ حقوق داشت و سه سال سخت را در دفتر ویلیام ال. دیتون در ترنتون به یادگیری وکالت گذراند. سپس یک زمستان را در دانشکده حقوق ملی و ایالتی در بالستن اسپا، نیویورک سپری کرده و زمستانی دیگر را در دفاتر تامپسون و ویکس در پوکیپسی، نیویورک گذراند.
بدل در روز تولد ۲۱ سالگیش مورخ ۵ ژانویه ۱۸۵۲، در هیئت وکلای نیویورک پذیرفته شد. او پس از تحصیل و مطالعهٔ بیشتر زیر نظر هنری اس لیتل، وکیل ماتاوان، در سال ۱۸۵۳ موفق به حضور در هیئت وکلای نیوجرسی شد. بدل دو سال بعدی را به کار وکالت در میدلتون پوینت مشغول بود و در سال ۱۸۵۶ به فریهولد نقل مکان کرد.

## دادگاه عالی نیوجرسی
بدل در سال ۱۸۶۵ توسط فرماندار در دادگاه عالی ایالتی جوئل پارکر (یک دادگاه میانجی زیرمجموعه دادگاه استیناف و جرائم غیرعمد نیوجرسی) در حوزهٔ قضایی هادسون-پاسایک-برگن منصوب شد. او در سن ۳۴ سالگی به عنوان دومین قاضی جوان تاریخ دادگاه شناخته می‌شد.
بدل، کمی بعد از انتصابش به جرزی سیتی نقل مکان و در همسایگی لئون ابت، فرماندار دو دورهٔ بعدی، زندگی کرد. او در سال ۱۸۷۱ کاندیدای مدنظر حزب دموکرات برای سمت فرمانداری بود ولی ابت، فرماندار پارکر را متقاعد کرد تا برای دومین دورهٔ غیرمتوالی نامزد انتخابات شود. پس از پیروزی پارکر، بدل برای دومین دورهٔ این کرسی انتخاب شد.
بدل در حالی که در دادگاه خدمت می‌کرد، نمایندهٔ کنوانسیون ملی دموکرات ۱۸۶۴ بود.

## فرمانداری نیوجرسی

### کمپین ۱۸۷۴
مجمع حزب دموکرات در سال ۱۸۷۴ با رأی قاطع، بدل را به عنوان نامزد فرمانداری انتخاب کرد. رقیب وی، جورج ای هالسی، نمایندهٔ سابق نیوآرک از حزب جمهوری‌خواه بود. مشکل اصلی در کمپین انتخاباتی، دولت جرسی سیتی بود. هالسی کمپینی برای اصلاح سیستم کمیسیون‌های قانونگذاری ایالتی که امور شهر را اداره می‌کردند، کمپینی تشکیل داد. بدل اتهامات شدیدی را به هیئت منصفه وارد کرده بود که منجر به صدور کیفرخواستی مبنی بر کلاه‌برداری و توطئهٔ مأمورین عالی رتبهٔ جمهوری‌خواه شد. او بعدها آنها را مورد دادرسی قرار داده و محاکمه کرد.
بدل با اختلاف نسبتاً بالایی پیروز انتخابات شد. این پیروزی احتمالاً به سبب وحشت سال ۱۸۷۳ بوده که موجب شد جمهوری‌خواهان ملی و سیاستمداران منتخب، محبوبیت خود در بین عموم از دست بدهند.

### دورهٔ فرمانداری
بدل در سخنرانی آغازین خود، خواستار ریاضت اقتصادی و حاکمیت محلی برای شهرداری‌ها و قوانین عمومی شد که موجب سامان یافتن شرکت‌ها (برخلاف منشورهای فردی) شد. بدل اینگونه استدلال می‌کرد که واگذاری مسئولیت به شهرداری‌ها موجب کاهش مخارج و مالیات شده در حالی که خود شهرداری منبع اولیهٔ هر دو است. اگرچه او به روزی امید داشت که «هر شهری در این ایالت با هر جمعیت مشخصی، توسط یک قانون عمومی اداره شود» ولی اذعان داشت که این امر نیازمند اصلاح قانون اساسی است.
نخستین وتوی فرماندار بیدل موجب از بین رفتن لایحهٔ ادغام شرکت تولید و تجارت نیوآرک شد. این کار به دلیل خاص بودن قانون انجام شد. او در سال نخست حضورش در فرمانداری، حداقل پنج لایحهٔ مشابه دیگر برای شرکت‌های تولیدی و دو لایحه برای خوابگاه‌های خصوصی را با رأی مخالف خود، رد کرد. محدودیت قوانینی ویژه توسط یک اصلاحیه قانون اساسی ایالتی که توسط رأی دهندگان در نوامبر ۱۸۷۵ تصویب شده، انجام پذیرفت. در نتیجهٔ محدود کردن قانون اساسی ویژه، فعالیت به شدت کاهش یافت و در دو سال باقی‌ماندهٔ کار بدل در فرمانداری، کمترین رویدادها از منظر قانونگذاری، در تاریخ نیوجرسی اتفاق افتاد.
بدل در سال دوم کارش در فرمانداری، تفسیر خود را مبنی بر اینکه اصلاحیهٔ محدودسازی شامل همهٔ قوانین شهرداری نمی‌شود، اظهار داشت. با این حال او لایحه‌ای را در بهار ۱۸۷۶ رد کرد که قادر به سامان بخشیدن به انتخابات محلی در جرسی سیتی بود. او همچنین دو لایحهٔ دیگر را فقط به این دلیل که با اطلاع عمومی مناسبی تصویب نشده بودند، رد کرد که به‌طور محدودی فقط برای اثرگذاری بر روی نیوآرک نوشته شده بودند.
بدل در سال ۱۸۷۶ لایحه‌ای را رد کرد که «نگهداری از افراد ناشنوا و فاقد قوهٔ تکلم، عقب افتادهٔ ذهنی و نابینا و همچنین امکان تحصیل آنان را در (نیوجرسی) فراهم کرد». دلیل رد شدن این لایحه افراطی بودن این سیاست بود و همچنین با شرط قانون اساسی مبنی بر محدود بودن لایحه به یک موضوع، مغایرت داشت. گرچه سنای نیوجرسی به لغو وتوی بدل رأی داد، ولی شش جمهوری‌خواه مجلس برای جلوگیری از تصویب این لایحه از خطوط حزبی عبور کردند. با این حال، مجلس جمهوری‌خواه بر حق وتوی بدل غلبه و لایحهٔ اصلاح زندان را تصویب کرد. بدل معتقد بود که این لایحه مأموران قانونی را آنقدر قدرتمند کرده که بتوانند بدون صلاح دیدن قانون اساسی و موافقت آن، انتخاب شوند.
بدل در طول آخرین سال خدمت خود در فرمانداری، پدر همسرش، بنینگتون اف راندولف را به یکی از دو کرسی قضاوت جرسی سیتی منصوب کرد. ولی سنای دموکرات، نامزد جمهوری‌خواه بدل را برای کرسی دیگر رد کرد. بدل جمهوری‌خواه دیگری را پیش از عزل از سنا منصوب کرد که او نیز رد شد و در همین اثنا، جمهوری‌خواهی را تعیین کرد.
بدل در پی یک اعتصاب راه‌آهن در سال ۱۸۷۷، گارد ملی ایالتی را برای محافظت از قطارها فراخواند و کارکنان را نیز جایگزین کرد.

### پس از فرمانداری
بدل پس از ترک فرمانداری، به حرفهٔ وکالت بازگشت مشاور خصوصی حقوقی در دلاور، لاکاوانا و وسترن ریل رودشد. او به هیئت مدیرهٔ چندین شرکت برجسته ملحق شد. او سه مرتبه از قبول انتصاب به مقام قضاوت ریاستی به عنوان کاردار روسیه و اتریش سر باز زد.
بدل در سال پایانی عمرش، در کمیسیون قانون اساسی نیوجرسی در سال ۱۸۹۴ خدمت کرد.

## زندگی شخصی
بدل در سال ۱۸۶۱ با آلثا فیتز راندولف (زادهٔ حدود ۱۸۳۰ – درگذشتهٔ ۱۹۲۶)، دختر یک وکیل محلی و خواهرزادهٔ فرماندار بعدی نیوجرسی، تئودور فیتز راندولف، ازدواج کرد. آنها با یکدیگر صاحب ۴ پسر به نام‌های: جوزف دورست بدل جونیور (زادهٔ ۱۸۶۴ – درگذشتهٔ ۱۹۱۷)، بنینگتون فیتز راندولف بدل (زادهٔ ۱۸۶۲ – درگذشتهٔ ۱۹۱۷)، توماس فرانسیس بدل (زادهٔ ۱۸۶۵ – درگذشتهٔ ۱۹۲۲) و راندولف بدل (زادهٔ ۱۸۷۵ – درگذشتهٔ ۱۸۸۰) و دو دختر به نام‌های: مری هاول بدل (زادهٔ ۱۸۷۳ – درگذشتهٔ ۱۸۸۰) و آلثیا فیتز راندولف بدل (زادهٔ ۱۸۷۱ – درگذشتهٔ ۱۹۵۷) شدند.
بدل عضو افتخاری انجمن سینسیناتی بود.

## مرگ و میراث
بدل در ۲۱ اکتبر ۱۸۹۴ در بیمارستان سنت لوک در شهر نیویورک در اثر عوارض ناشی از جراحی سنگ مجاری ادراری از دنیا رفت. او را در آرامگاه میپل وود در فریهولد، نیوجرسی به خاک سپردند.